# Fulvio Balatti
Fulvio Balatti est un rameur italien né le 3 janvier 1938 à Mandello del Lario et mort le 28 octobre 2001.

## Biographie
Aux Jeux olympiques d'été de 1960 à Rome, Fulvio Balatti est médaillé de bronze de quatre avec barreur avec Giovanni Zucchi, Franco Trincavelli, Romano Sgheiz et Ivo Stefanoni,.